# Copiapoa solaris
Copiapoa solaris ist eine Pflanzenart aus der Gattung Copiapoa in der Familie der Kakteengewächse (Cactaceae). Das Artepitheton solaris stammt aus dem Lateinischen und bedeutet ‚sonnig‘ und steht für das Auftreten der Art an der meist mit Nebel bedeckten chilenischen Küste.

## Beschreibung
Copiapoa solaris bildet größtenteils riesige Poster von bis zu ein Meter Höhe und einem Durchmesser bis zu zwei Meter aus. Die zylindrisch geformten graugrünen Triebe haben einen Durchmesser von acht bis zwölf Zentimeter. Die 8 bis 12 Rippen sind nicht gehöckert und bis zu 3,5 Zentimeter hoch. Die sehr großen Areolen stehen eng oder bis zu fünf Millimeter voneinander entfernt. Die kräftigen, gerade oder gebogenen Dornen sind zunächst gelb und werden im Alter gräulich. Sie greifen ineinander. Es werden zwei bis fünf Mitteldornen mit einer Länge zwischen 2 und 6 Zentimeter und sieben bis zehn Randdornen mit einer Länge zwischen 1,5 und 5 Zentimeter unterschieden.
Die gelben Blüten haben ein rosafarbenes Zentrum. Mit einer Länge zwischen 2,5 und 3 Zentimeter werden sie oft von Dornen im Scheitel verdeckt. Die Blütenröhre ist auffällig mit dichter Wolle besetzt. Die  Früchte sind ebenso wollig und bis zu 1,5 Zentimeter im Durchmesser groß.

## Verbreitung, Systematik und Gefährdung
Copiapoa solaris ist in Chile in der Region Antofagasta im Gebiet von El Cobre verbreitet.
Die Erstbeschreibung als Pilocopiapoa solaris durch Friedrich Ritter wurde 1961 veröffentlicht. 1980 stellte Ritter die Art in die Gattung Copiapoa.
In der Roten Liste gefährdeter Arten der IUCN wird die Art als „Endangered (EN)“, d. h. als stark gefährdet geführt.

## Nachweise